# Kamienica przy ulicy Odrzańskiej 1 we Wrocławiu
Kamienica przy ulicy Odrzańskiej – zabytkowa barokowa kamienica, znajdująca się przy ulicy Odrzańskiej 1 we Wrocławiu. 

## Historia kamienicy
Pierwszy murowany budynek został wzniesiony jeszcze w okresie późnego średniowiecza. Z tego okresu zachował się gotycki ostrołuczny portal znajdujący się w sieni budynku. Około 1760 roku budynek został gruntownie przebudowany. Powstała wówczas trzypiętrowa, jednotraktowa kamienica o sześcioosiowej fasadzie. W osi fasady umieszczono w połaci dachowej lukarnę otoczoną edykułą. Mansardowy dach z dwoma oknami połaciowymi został oddzielony od niższej kondygnacji wydatnym gzymsem przerwanym w osi fasady. Okna na I i II piętrze wieńczą naczółki w formie prostych odcinków gzymsu; dodatkowo nad oknami drugiej kondygnacji umieszczono skromną dekorację rzeźbiarską. W boniowanej części parterowej, asymetrycznie, po prawej stronie, umieszczono portal. Z obu stron otworu wejściowego znajdowały się wolutowe konsole podtrzymujące gzymsy, na których opierało się koszowe nadproże ozdobione w kluczu motywem akantu.       
Od 1875 roku kamienica wraz z kamienicą przy Rynku 58 "Pod Złota Palmą" należała do Leopolda Kny'ego profesora zwyczajnego, botanika, specjalisty w dziedzinie grzybów i roślin zarodnikowych.  W 1899 r. Leopold Priebatsch wraz z bratem Juliusem odkupili od profesora Leopolda Kny obie kamienicę. 